# Parc provincial de Tatshenshini-Alsek
Le parc provincial de Tatshenshini-Alsek (anglais : Tatshenshini-Alsek Provincial Park ou Tatshenshini-Alsek Provincial Wilderness Park) est une zone protégée de 958 000 hectares, située dans l'extrême coin nord-ouest de la province de Colombie-Britannique au Canada et gérée par l'agence gouvernementale BC Parks.

## Description
Le parc a été établi en 1933 dans une portion globalement triangulaire de la Colombie-Britannique presque entièrement enclavée dans la bande côtière du sud-est de l'Alaska (Alaska Panhandle). Cette région, « lot de consolation » résultant de la dispute de la frontière de l'Alaska, est bordée au nord par la frontière avec le territoire canadien du Yukon et à l'ouest par celle avec l'Alaska. Le parc est prolongé au Yukon par le parc national et réserve de parc national de Kluane et en Alaska par les parcs nationaux de Glacier Bay et de Wrangell-St. Elias. Ensemble ils forment le site du patrimoine mondial de Kluane–Wrangell-St Elias–Glacier Bay–Tatshenshini-Alsek.
Le parc est traversé par le fleuve Alsek et son affluent la rivière Tatshenshini.
La ville la plus proche du parc est Atlin (au bord du lac Atlin) qui est située à 160 kilomètres de la bordure du parc. Le parc ne possède que deux entrées par la route, elles sont situées sur la Haines Highway (Autoroutes provinciales 3 and 7). Il n'y a que très peu de pistes à l'intérieur. Contrairement à la plupart des autres parcs de la région et de la province, la pratique du vélo tout terrain y est autorisée.
Le parc abrite plus de 53 espèces de mammifères, notamment des gloutons et des ours. Ceux-ci sont présents partout dans le parc mais on les trouve plus particulièrement à proximité des cours d'eau lors de la montaison des saumons. Une sous-espèce très rare de l'ours noir, au pelage bleuté, peut être observée dans le parc. On estime à 200 individus la population de mouflons de Dall, soit la moitié de la population totale de la province. Le nombre de chèvres de montagne est estimé entre 200 et 300 individus.